# العادية (مورد ماء)
العادية هو بئر ومورد ماء قديم في سراة بلاد بلقرن شمال شرقي قرى عفراء، وكانت محطة استراحة للمسافرين بين بيشة والسراة.